# Фуллер, Стив
Стив Фуллер (англ. Steve William Fuller, род. 12 июля 1959, Нью-Йорк, Нью-Йорк) — американский социолог и профессор Уорикского университета в Великобритании. Его основная область исследований — социальная эпистемология, но он также занимается академической свободой и трансгуманизмом.

## Биография
Стив Фуллер окончил среднюю школу и колледж в родном Нью-Йорке, где в 1979 году с отличием окончил Колумбийский университет по истории и социологии. Впоследствии он получил степень магистра философии в области истории и философии науки Клэр-колледжа, Кембридж, в 1981 году. Он получил докторскую степень в той же области в Питтсбургском университете в 1985 году. В 1994 году он был назначен профессором социологии и социальной политики Даремского университета. Помимо внутренних должностей, он также работал приглашённым профессором в Дании, Германии, Израиле, Японии, Нидерландах, Норвегии и Швеции в таких учреждениях, как Университет Осло, Университет Гётеборга (в рамках стипендии Фулбрайта) или Российская академия наук. Он был назначен на кафедру социальной эпистемологии Огюста Конта в Уорикском университете, куда он перешёл в 1999 году и работает до сих пор. В 2011 году он был назначен членом Британской академии социальных наук. В 2012 году он был назначен почётным профессором Даляньского технологического университета, Китай.

## Исследования
Стив Фуллер — пионер исследований социальной эпистемологии, которая включает изучение социальных аспектов приобретения и передачи знаний и интерпретирует человеческое знание как коллективное достижение. Основными заслугами в популяризации этого вопроса стали написание первой книги и учреждение первого научного журнала, редактором которого он является до сих пор, под названием «Social Epistemology».
В сфере академической свободы он считает, что академическая свобода не является особым случаем свободы выражения мнений, а является свободой, зарезервированной для учёных, которая включает в себя право «совершать разумное правонарушение», если это находится в пределах разумного и имеются доказательные возможности, необходимые для академической профессиональной деятельности. В то же время он также утверждает, что в сочетании с растущим влиянием институтов на академические исследования и тенденцией к более публичной подотчётности учёных, похоже, что исследователи больше не имеют абсолютной собственности на производство знаний в обществе и, как правило, более восприимчивы к давлению рынка, что приводит к отсутствию стимула отслеживать определённые направления исследований, которые вряд ли будут вознаграждены крупными грантами или количеством студентов. Он считает важным, чтобы учёные имели возможность выражать любые интеллектуальные мнения в дискуссиях, которые могут привести к прогрессу. Он также утверждает, что студенты имеют такое же право на академическую свободу, как и другие учёные.
В большей части своих работ он исследует трансгуманизм и развитие подобных идей в истории. Он рассматривал вопросы, связанные с технологически улучшенным человечеством (или Человечеством 2.0, как он называет это явление) во многих книгах и других научных публикациях, и придерживается мнения, что трансгуманизм предлагает человечеству перспективу «изменения человеческого тела таким образом, чтобы позволить нам жить дольше, чтобы мы могли работать и получать больше удовольствия». Он утверждает, что стремление к улучшению проистекает из необходимости создать определённую дистанцию между нами и другими животными, которая является общей как для христианской теологии, так и для современной науки.

## Труды

### Книги
- Social Epistemology (1988)
- The Cognitive Turn: Sociological and Psychological Perspectives on Science (1989)
- Philosophy of science and its discontents (1989)
- Philosophy, Rhetoric, and the End of Knowledge: A New Beginning for Science and Technology Studies (1993)
- Science (1997)
- Ency Science Technol and Society (1999)
- Thomas Kuhn: A Philosophical History for Our Times (2000)
- The Governance of Science (2000)
- Knowledge Management Foundations (2002)
- Kuhn vs. Popper (2003)
- The Intellectual (2005)
- The New Sociological Imagination (2006)
- The Philosophy of Science and Technology Studies (2006)
- Science vs. religion? (2007)
- The Knowledge Book: Key Concepts in Philosophy, Science and Culture (2007)
- New Frontiers in Science and Technology Studies (2007)
- Dissent over descent (2008)
- The Sociology of Intellectual Life: The Career of the Mind in and Around Academy (2009)
- Humanity 2.0: What it Means to be Human Past, Present and Future (2011)
- Preparing for Life in Humanity 2.0 (2012)
- Media and the Power of Knowledge (2012)
- The Proactionary Imperative: A Foundation for Transhumanism (2014)
- Knowledge: The Philosophical Quest in History (2015)
- The Academic Caesar: University Leadership is Hard (2016)
- Post-truth: Knowledge as a Power Game (2018)
- Nietzschean Meditations: Untimely Thoughts at the Dawn of the Transhuman Era (2019)
- A Player's Guide to the Post-Truth Condition: The Name of the Game (2020)